# Thornton (Teksas)
Thornton je gradić u američkoj saveznoj državi Teksas. Prema popisu stanovništva iz 2010. u njemu je živjelo 526 stanovnika.